# Voix mixte
Voix mixte je ve zpěvu smíšený hlas (nebo smíšený rejstřík). Označuje vokální techniku, která v určitém tónovém rozsahu umožňuje sjednotit nebo smíchat hrudní hlas s hlavovým hlasem. Použití smíšeného hlasu zabrání tomu, aby bylo slyšet přerušení mezi těmito dvěma hlasy — přestávku zvanou passaggio. Jeho cílem je dodat zpěvu jas a sílu a také učinit nepostřehnutelným zlom v hlase, ke kterému přirozeně dochází při přechodu mezi těmito dvěma hlasy. Tento zlom v hlase lze ovládat a používat záměrně jako další hlasový zdroj (například při jódlování), Někdy k němu dochází neúmyslně kvůli nedostatku pevné hlasové techniky, často související právě s nedostatkem zvládnutí a praktikování této konkrétní techniky. Smíšený hlas se značně liší v závislosti na rozsahu hlasu a umístění passaggia v rámci hlasového rozsahu. Nemá zřetelný vibrační režim. Je to hrudní nebo hlavový hlas „zabarvený“ tak, že se jeden podobá druhému nebo naopak. Tento termín by se neměl zaměňovat s termínem belting, což je odlišná vokální technika, která hrudním hlasem umožňuje zpívat bez zbytečného úsilí vysoké nebo ostré tóny.
Zabarvení je způsobeno rezonančním prostorem a jeho složitost ztěžuje dosažení konsenzu o zvuku a akustice smíšeného hlasu.

## Teorie hlasu a zpěvu
Seth Riggs, Verdhurt, Fauré, Crosti a další, rozlišovali tři rejstříky v rozdělení každého hlasu, ať je jeho povaha jakákoli:

Pohyb hlasivek při hrudním hlasu.

Hrudní hlas: Rejstřík hrudního hlasu vydává hluboký zvuk, který má ponuré, temné, neprůhledné a drsné zabarvení. Pro muže je přístup k tomuto registru snazší než pro ženy a také se jim daří dosahovat nižších tónů. V tomto rejstříku je také možné vytvořit hlasový falzet. Je to technika, která umožňuje přidat vzduch do hlasu prakticky v jakémkoli vokálním režimu.

Pohyb hlasivek během hlavového.hlasu.

Hlavový hlas: Je charakterizován vyzařováním vysokého zvuku, který má čisté, jasné a sladké zabarvení, které je otevřenější než hrudní hlas. U žen mívá hlasový rejstřík kvůli fyziologickým rozdílům mezi pohlavími ještě jasnější zvuk než u mužů. Dělí se na vlastní hlavový a na falzetový hlas, jelikož falzet je možné provádět v jakémkoli hlasovém rejstříku.
Smíšený hlas: Je to hlas, který se získá vyvážením hrudního hlasu s hlavovým hlasem. Když je dosaženo této rovnováhy, hlas získává větší flexibilitu a v oblasti passaggia je zesílen, což zabraňuje uslyšet „přerušení“ hlasu mezi oběma rejstříky. Běžně se pro získání přístupu do tohoto hlasu doporučuje používat všechny rezonátory hlasového orgánu, čehož se docílí hlasovým cvičením nazvaným twang. Pocit dosažení tohoto stavu je často popisován jako brnění v oblasti obličeje, nosu a úst, což je oblast, kterou někteří učitelé zpěvu nazývají „maska“.
Podle Crostiho není jen hlas hrudníku a hlas hlavy, ale ještě jakási střední emise, kterou nazývá patrový hlas, a která je mírnou modifikací hrudního hlasu. Je vytvářena na úrovni hlasivkové štěrbiny podle stejného mechanismu jako vlastní hrudní hlas (hlasivky vibrují po celé své délce), ale liší se v tom smyslu, že rezonance, místo aby se odehrávala hlavně ve hrudníku, se vytváří pod patrovou klenbou, a to díky vhodnému uspořádání hltanu a měkkého patra. Hlasový dech vysílaný do čelních dutin přímo naráží na horní stěnu patra, tam stahuje kulatost, majestátnost a měkkost, prochází nosními dutinami, aniž by je uvedl do vibrací,a přidá další zvuk. V tomto registru se vytvářejí nejbohatší zvuky hlasového orgánu.